# Église Notre-Dame d'Escaudes
Pour les articles homonymes, voir Église Notre-Dame.
L'église Notre-Dame d'Escaudes est une église catholique située dans la commune d'Escaudes, dans le département de la Gironde, en France.

## Localisation
L'église, avec son cimetière la jouxtant, est située au centre du bourg.

## Historique
Construit vers le XIe ou XIIe siècle, réaménagé au XVIe siècle avec, entre autres, la construction du clocher-mur, puis agrandi au XVIIe siècle, l'édifice a été inscrit au titre des monuments historiques par arrêté du 24 décembre 1925 dans sa totalité.

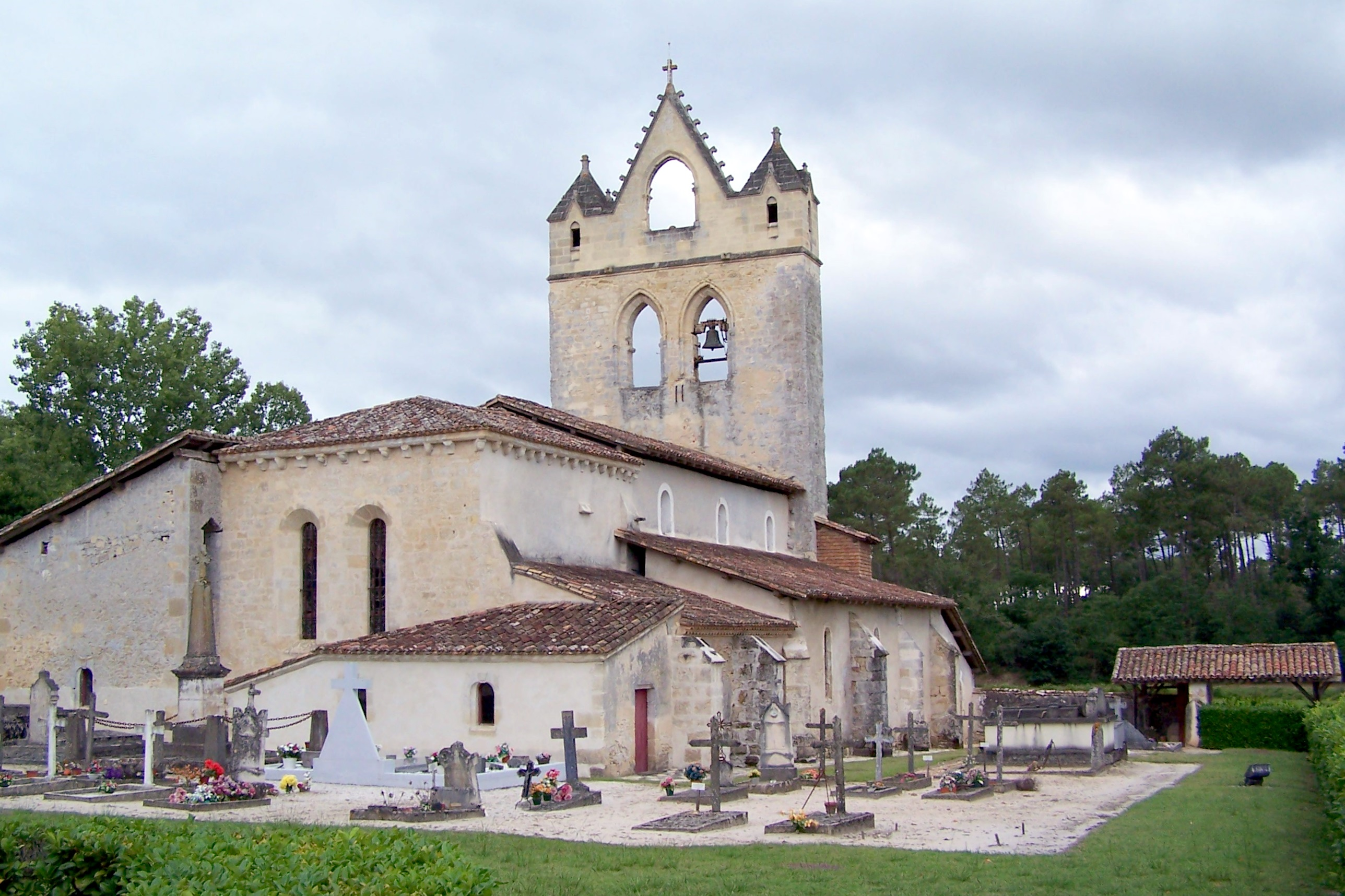
Vue ouest de l'église et son cimetière (juil. 2011)
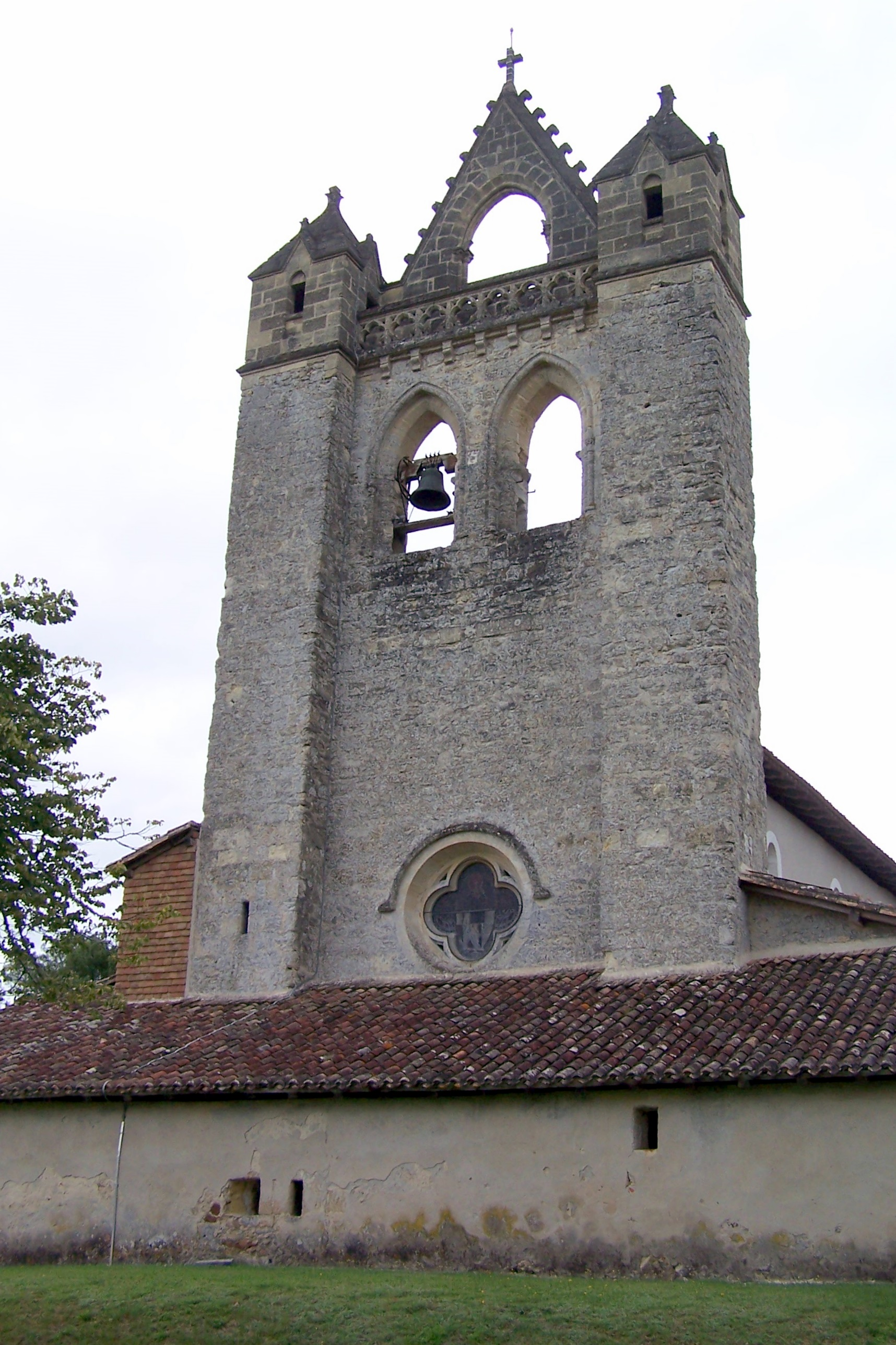
Le clocher-mur vertigineux (juil. 2011)
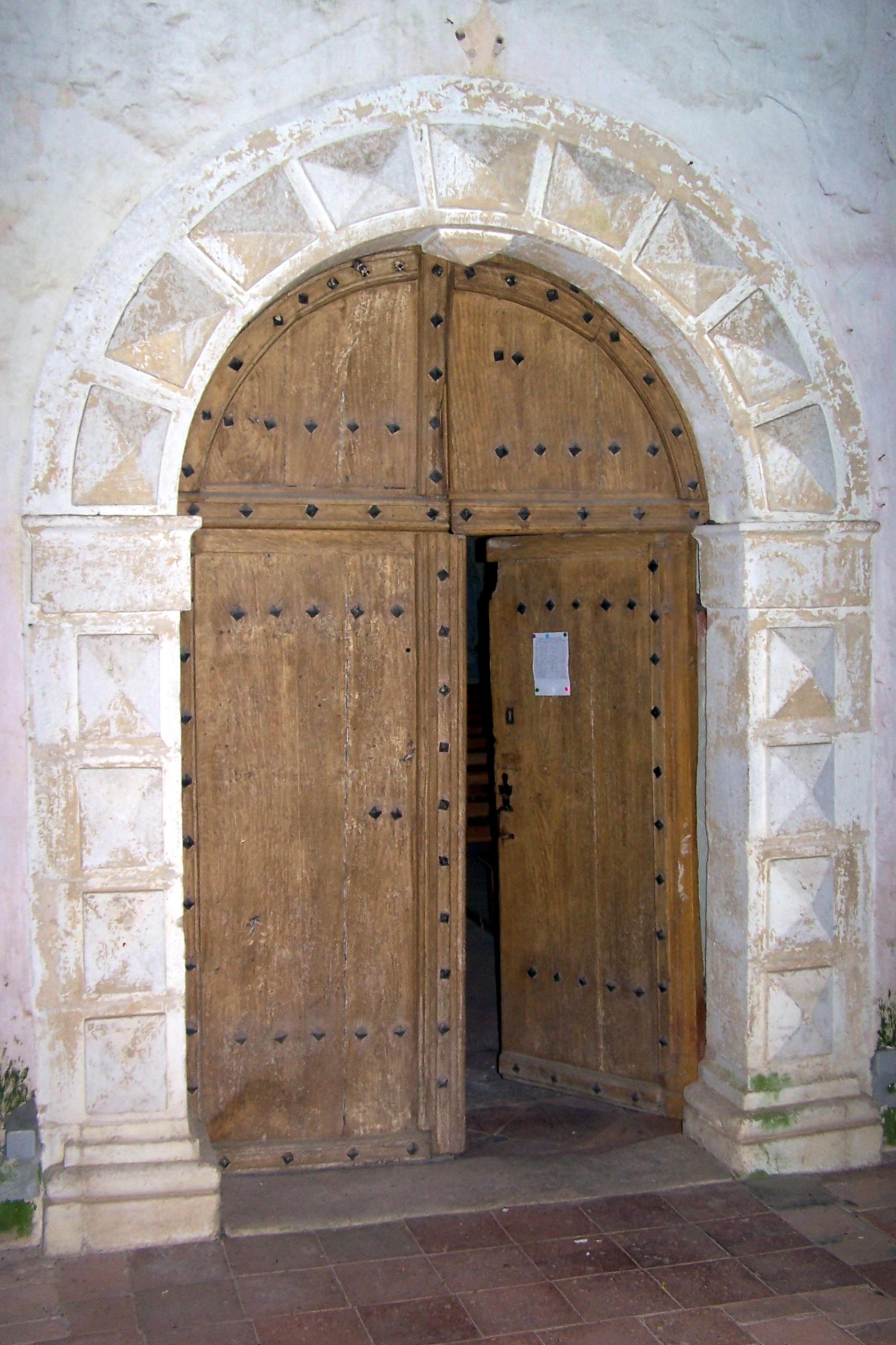
Le portail à une voussure et piliers simples (juil. 2011)
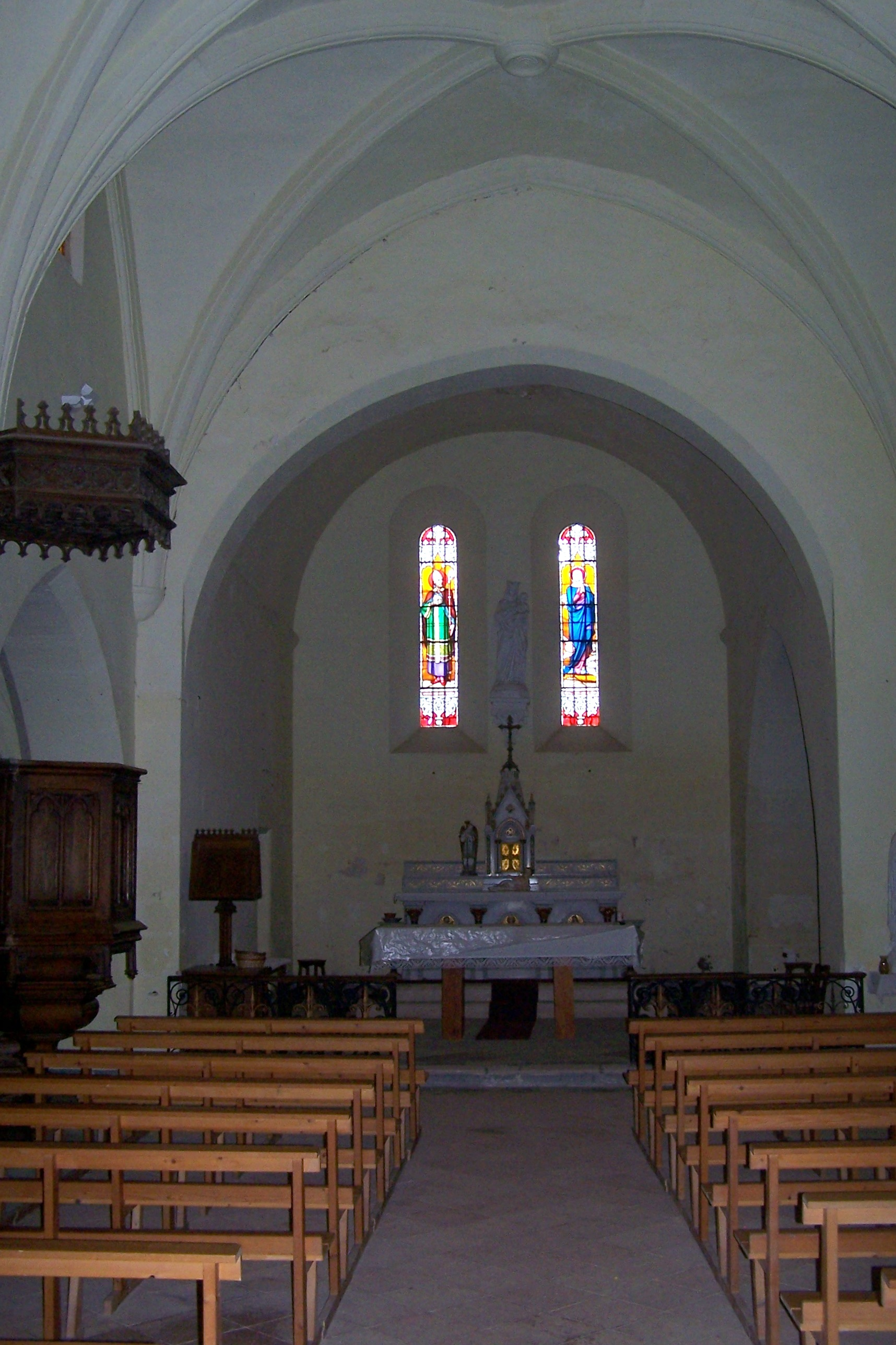
Le chœur (juil. 2011)
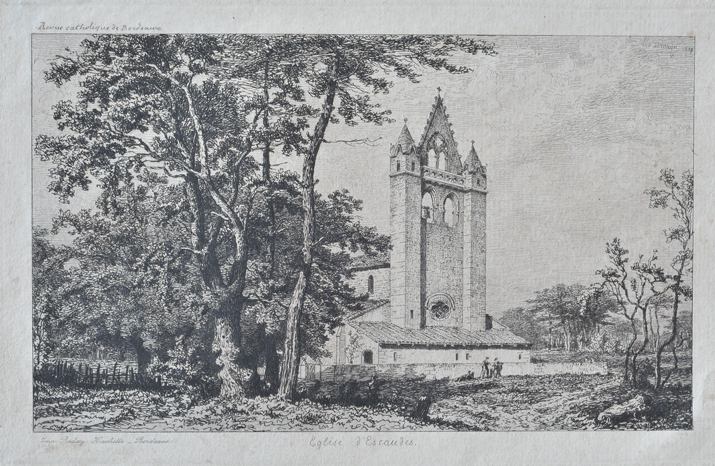
Gravure de Léo Drouyn (1884)